# Nassa (pesca)

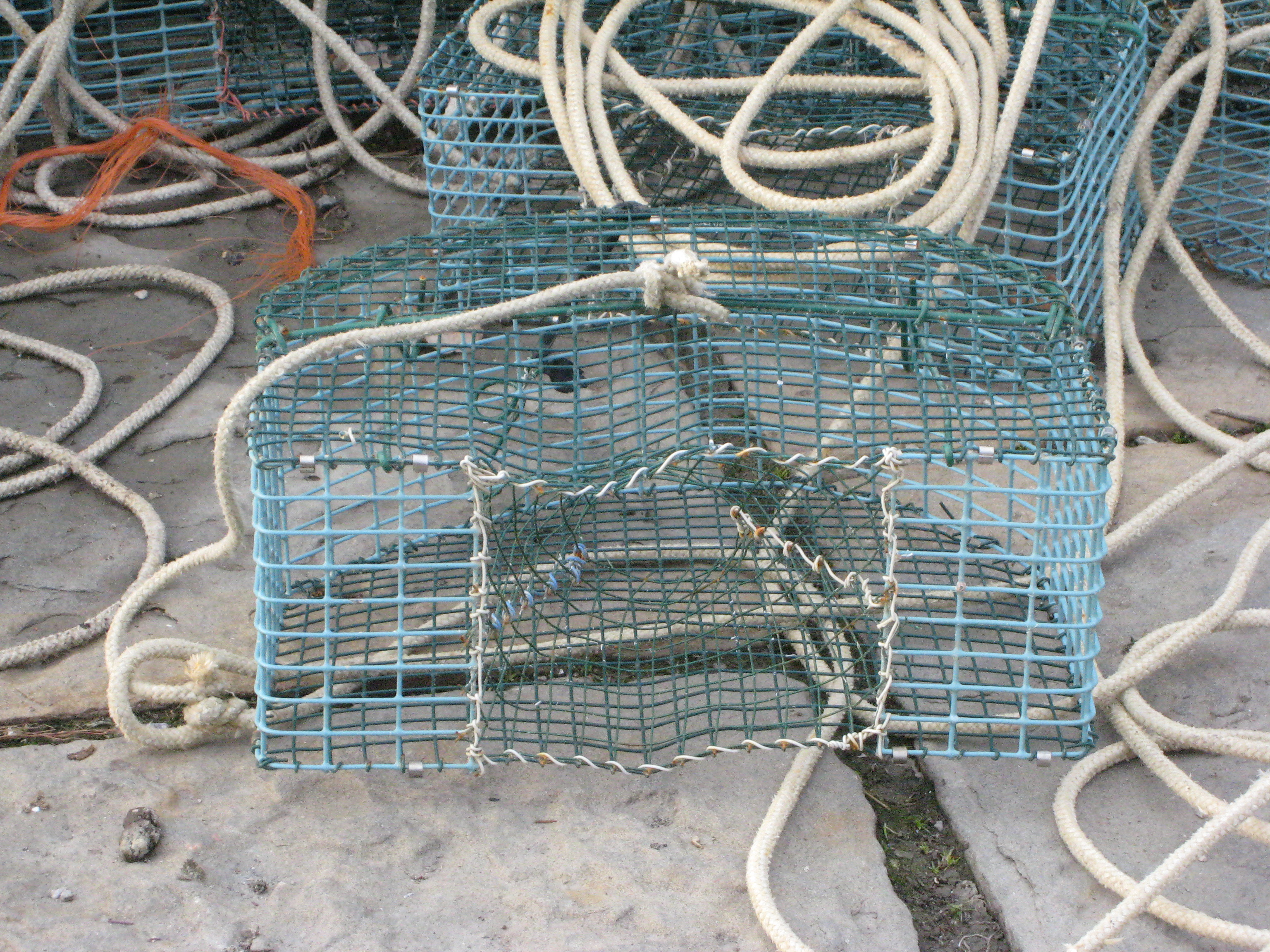
Nassa per la pesca delle cannocchie (o cicale di mare).

Con nassa si intende un antico attrezzo da pesca. Tuttora impiegato nella pesca tradizionale, ve ne sono diversi tipi, a seconda delle zone e del tipo di preda.

## Descrizione
I principali sono due: a campana e a barile. La nassa è costituita da una rete metallica o di plastica con, all'estremità, un "imbuto". L'esca appesa all'interno costringe il pesce, attirato dall'esca, ad entrare forzando le maglie posizionate sulla bocca della strozzatura. In questo modo la preda non è poi più in grado di lasciare la nassa.

Il martavello è un tipo di nassa fatta di rete impiegata soprattutto nelle acque interne o nelle lagune.

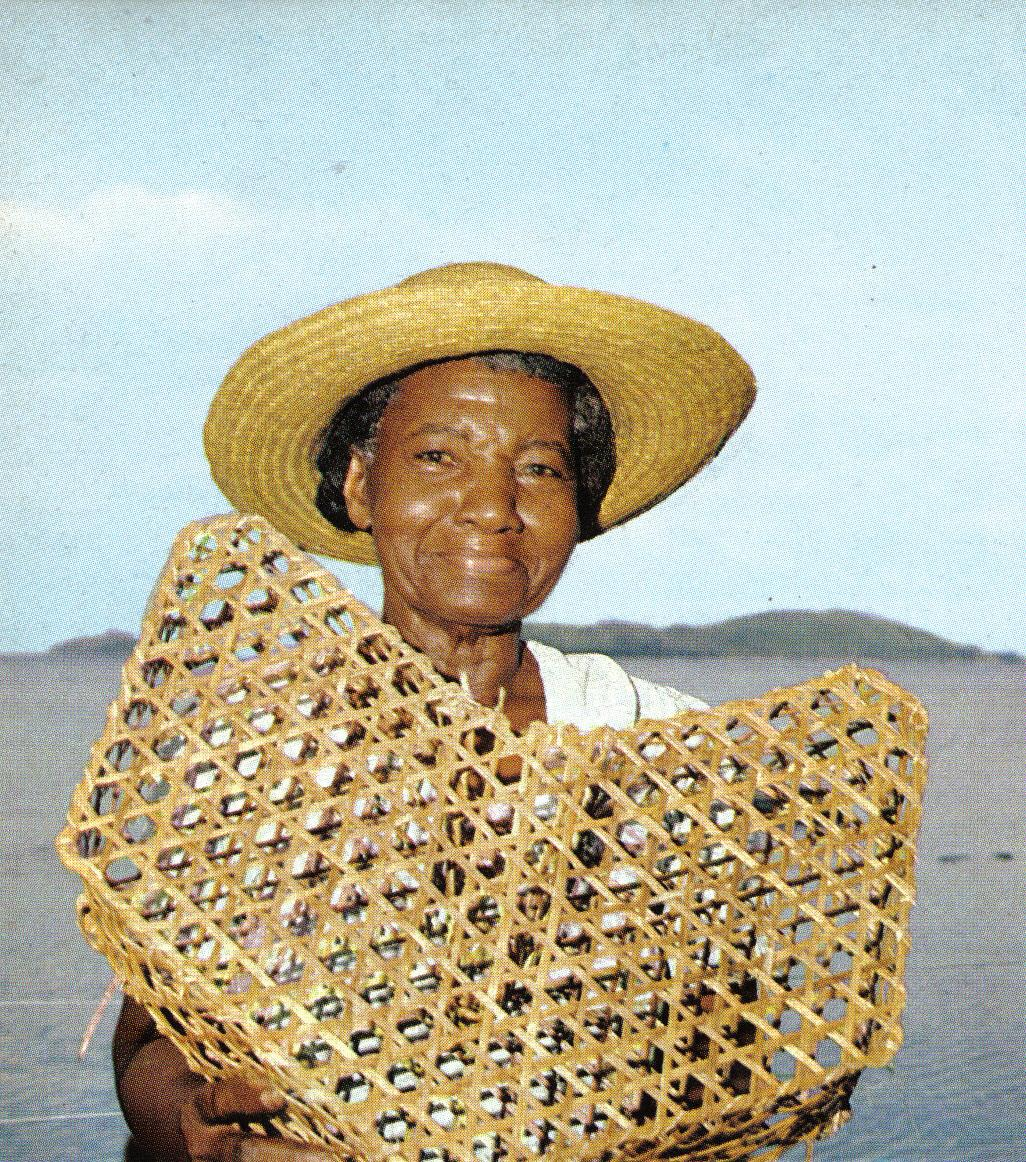
Nassa intrecciata (Seychelles)

Le nasse sono generalmente posizionate al largo la sera, e recuperate la mattina seguente per sostituire l'esca e scaricare il pescato.
Le esche più usate sono le sarde per il forte odore che emanano, il formaggio e il pane. In alcune parti del mondo è illegale pescare con le nasse.

## Storia
Le nasse sono culturalmente quasi universali. Esistono essenzialmente due tipi di nasse, una struttura permanente o semipermanente posizionata in un'area fluviale o di marea e una nassa a bottiglia o vaso che di solito, ma non sempre, viene usata come esca per attirare la preda e viene periodicamente sollevata fuori dall'acqua.

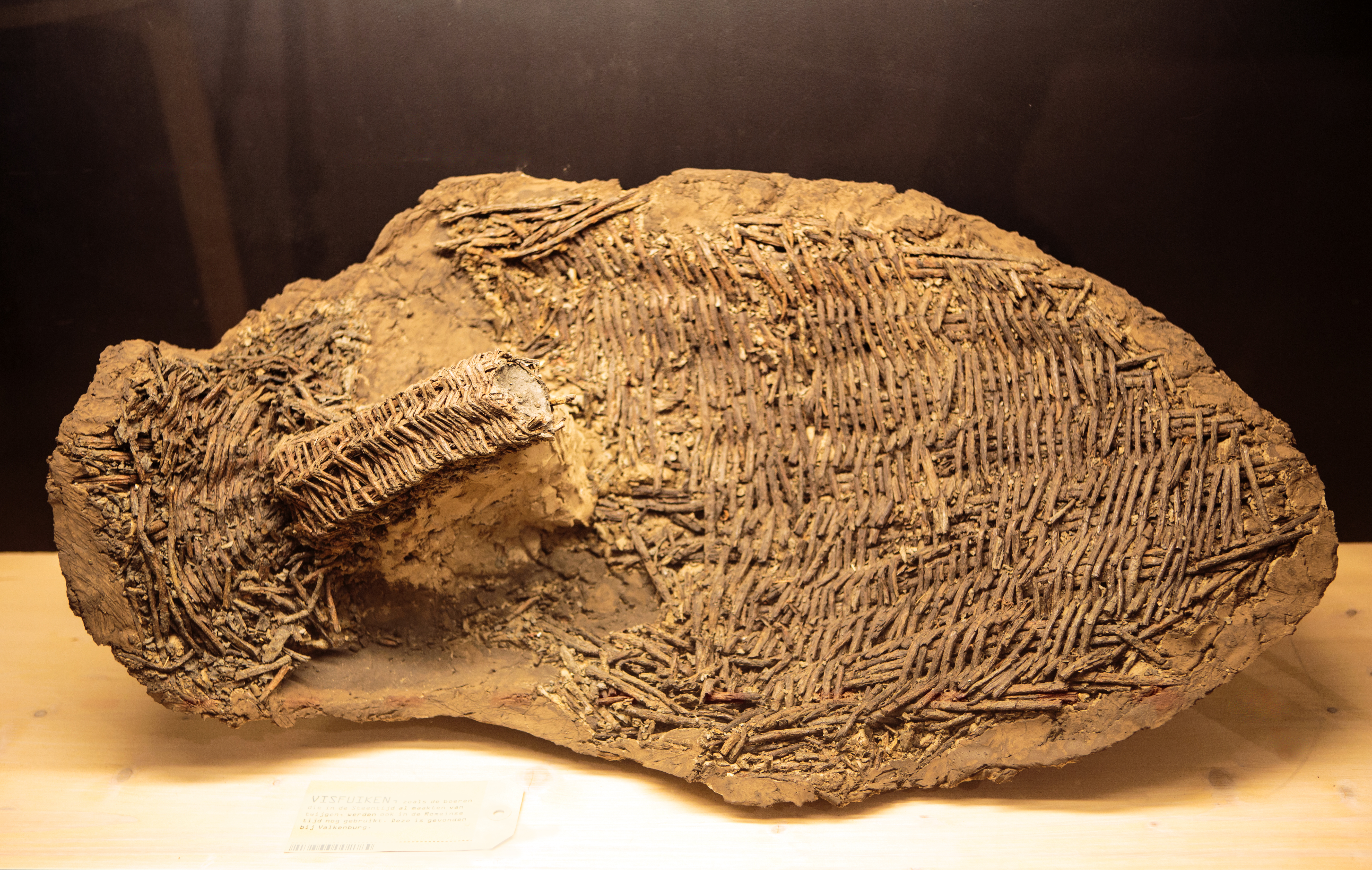
Nassa per pesci, epoca romana; trovato a Valkenburg, nei Paesi Bassi

Il Mar Mediterraneo, con una superficie di circa 2,5 milioni di km² (970 000 miglia quadre), è modellato secondo il principio di una nassa a bottiglia. È facile per i pesci dell'Oceano Atlantico nuotare nel Mediterraneo attraverso lo stretto collo di Gibilterra e difficile per loro trovare la via d'uscita. È stata descritta come "la più grande nassa per pesci del mondo".
Il popolo preistorico Yaghan che abitava l'area della Terra del Fuoco costruì opere in pietra in insenature poco profonde che avrebbero efficacemente confinato i pesci ai livelli di bassa marea. Alcune di queste opere in pietra esistenti sopravvivono alla Bahia Wulaia nel sito archeologico di Bahia Wulaia Dome Middens.
Nell'Italia meridionale, nel corso del XVII secolo, iniziò ad essere utilizzata una nuova tecnica di pesca. Il trabucco è un'antica macchina da pesca tipica della costa garganica protetta come monumenti storici dall'omonimo Parco Nazionale. Questa trappola gigante, costruita in legno strutturale, è diffusa lungo la costa dell'Adriatico meridionale soprattutto nella provincia di Foggia, in alcune zone delle coste abruzzesi ed anche in alcuni tratti della costa del Mar Tirreno meridionale.
Le Stilbaai Tidal Fish Traps (poiché in inglese le nasse sono chiamate fish trap o fishing pot) sono antiche nasse per pesci fatte in pietra che si trovano in vari punti della costa del Capo Occidentale del Sud Africa da Gansbaai a Mosselbaai. Le nasse per pesci esistenti che si possono ancora vedere sono state costruite negli ultimi 300 anni, alcune fino all'ultima parte del XX secolo, mentre altre potrebbero risalire a 3000 anni fa.
Gli indigeni australiani erano, prima della colonizzazione europea, i più popolosi nelle aree meglio irrigate dell'Australia come il sistema fluviale Murray-Darling del sud-est. Qui, dove i livelli dell'acqua oscillano stagionalmente, hanno costruito ingegnose nasse di pietra per pesci. La maggior parte è stata completamente o parzialmente distrutta. Le più grandi e famose sono quelle sul fiume Barwon a Brewarrina, nel New South Wales, che sono almeno in parte conservate. Le nasse per pesci a Brewarrina catturarono un numero enorme di pesci nativi migratori mentre il fiume Barwon si sollevava in piena e poi scendeva. Nella Victoria meridionale, gli indigeni hanno creato un elaborato sistema di canali, alcuni lunghi più di 2 km. Lo scopo di questi canali era quello di attirare e catturare le anguille, un pesce dei brevi fiumi costieri (al contrario dei fiumi del sistema Murray-Darling). Le anguille sono state catturate da una varietà di nasse, inclusi muri di pietra costruiti attraverso canali con una rete posta attraverso un'apertura nel muro. Le nasse a diversi livelli nella palude sono entrate in funzione quando il livello dell'acqua è aumentato e diminuito. Nasse fatte con muri di pietra in qualche modo simili furono costruite dai nativi americani di Pit River nel nord-est della California. Nell'Australia Meridionale, i Barngarla della penisola di Eyre utilizzavano nasse per pesci.
Una tecnica chiamata pesca alla diga (dam fishing) è usata dai pigmei Baka. Ciò comporta la costruzione di una diga temporanea con conseguente abbassamento del livello dell'acqua a valle, che consente di raccogliere facilmente i pesci.

## Tipi e metodi
Le nasse per pesci contribuiscono al problema dei detriti marini, a meno che non siano fatte di materiale biodegradabile, come afferma un rapporto delle Nazioni Unite. Ad esempio, i pescatori hanno perso 31 600 nasse per granchi nella baia di Bristol (Alaska) in un periodo di due anni. Ogni anno, secondo un rapporto del governo, la pesca a Chesapeake Bay (nordest degli Stati Uniti) perde o abbandona dal 12 al 20% delle loro nasse per granchi. Queste nasse continuano a intrappolare gli animali. Le nasse per pesci possono anche intrappolare specie protette come l'ornitorinco in Australia.
| Tipo                                                  | Nome                                                             | Immagine | Descrizione |
| ----------------------------------------------------- | ---------------------------------------------------------------- | -------- | --- |
| Nasse portatili di solito a forma di vaso o bottiglia | Nassa per Gadus morhua                                           |          | Nel 2017 è stata segnalata una ricerca sull'idoneità dell'utilizzo di nasse da pesca con esca per la cattura del merluzzo bianco. Gli stock di questo pesce commerciale un tempo popolare sembrano riprendersi dopo un grave crollo della pesca. L'uso di nasse opportunamente progettate può avere un impatto ambientale minore rispetto ad altre strategie di pesca, ma per essere pratici devono catturare i loro bersagli in modo efficiente e selettivo. |
| Nasse portatili di solito a forma di vaso o bottiglia | Nassa a base di bottiglie                                        |          | Le nasse a base di bottiglie sono anche conosciute come pot traps. Questo tipo di nassa è portatile e viene utilizzata per catturare piccoli pesci e altri piccoli animali acquatici. Consiste in un contenitore a forma di bottiglia, solitamente con un imbuto rovesciato all'ingresso. Può essere costruito con una bottiglia di plastica, un barattolo di vetro o un vaso di terracotta, o intrecciato con filo o lino. La nassa viene calata nell'acqua su una linea, dove viene lasciata sul fondo o sospesa a una certa profondità sotto la superficie. L'esca è di solito, ma non sempre usata per attirare la preda all'interno. Varianti di questa nassa di base sono state utilizzate sin dai primi tempi nei paesi di tutto il mondo. |
| Nasse portatili di solito a forma di vaso o bottiglia | Bubo                                                             |          | Bubo (scritto anche "bubu" o "bobo", che letteralmente significa "stupido") sono tradizionali nasse per pesci delle Filippine specializzate per la cattura di pesci nel terreno irregolare delle barriere coralline. Di solito sono a forma di scatola o a cupola e sono realizzati in bambù. Variano per dimensioni e forma a seconda della topografia e delle condizioni dei luoghi in cui vengono utilizzati. Hanno un'ampia apertura a un'estremità che si restringe in un imbuto capovolto. Si usano con o senza esche e hanno dei pesi o delle pietre posizionate all'interno. Vengono posizionati sul posto e poi recuperati in seguito. Tradizionalmente non sono contrassegnati da boe, per evitare furti da parte di altri pescatori. Le loro posizioni vengono ricordate tramite i punti di riferimento del litorale. |
| Nasse portatili di solito a forma di vaso o bottiglia | Nassa per granchi                                                |          | Vengono utilizzati diversi tipi di nasse per granchi a seconda delle preferenze regionali, del tipo di granchio preso di mira e della topografia subacquea. Tipicamente, sono costruiti come gabbie metalliche. |
| Nasse portatili di solito a forma di vaso o bottiglia | Nassa per anguille                                               |          | Tradizionalmente, le nasse per anguille erano molto diffuse e sono state inventate indipendentemente in tutto il mondo. I Maori della Nuova Zelanda intrecciavano intricati vasi per anguille che chiamavano hīnaki dagli steli delle piante rampicanti. |
| Nasse portatili di solito a forma di vaso o bottiglia | Rete Fyke                                                        |          | Una rete fyke è composta da una rete a forma di borsa tenuta aperta da cerchi. Questi possono essere collegati tra loro da lunghe catene e sono usati per catturare le anguille nei fiumi. Centinaia di queste reti possono essere collegate a sistemi dove non è pratico costruire grandi strutture fisse. |
| Nasse portatili di solito a forma di vaso o bottiglia | Katiska                                                          |          | Una katiska è una nassa per pesci portatile utilizzata in Finlandia. È un leggero e realizzato con filo di pollo. La Nassa può essere pieghevole o rigida ed è facilmente posizionabile a qualsiasi profondità poiché non necessita di ancoraggio. I Katiska sono comunemente usati nella pesca amatoriale, poiché catturano solo un piccolo numero di pesci. |
| Nasse portatili di solito a forma di vaso o bottiglia | Nassa per aragoste                                               |          | Una nassa per aragoste è una nassa portatile utilizzata per catturare aragoste o gamberi di fiume. Un'apertura permette all'aragosta di entrare in un tunnel fatto di reti. Le nasse per aragoste sono solitamente costruite in due parti di filo metallico e legno. L'aragosta entra nella prima parte, detta "camera" o "cucina", dove c'è l'esca. Quindi si sposta nel "salotto", dove viene intrappolato. Le nasse possono contenere diverse aragoste. Di solito vengono fatti cadere sul fondo del mare circa una dozzina alla volta e sono contrassegnati da una boa in modo che possano essere raccolti in seguito. |
| Nasse portatili di solito a forma di vaso o bottiglia | Nassa per polpi                                                  |          | In Giappone, nel Mediterraneo e in altre regioni, per catturare i polpi viene utilizzata un'antica variante. Di solito sono pentole di terracotta pesanti e non hanno un imbuto capovolto. Queste nasse vengono lasciate sul fondo del mare per giorni interi. I polpi entrano e rimangono all'interno, usando il vaso come riparo e protezione. Non viene utilizzata esca. Quando il piatto viene sollevato, il polpo normalmente non cercherà di scappare. |
| Nasse portatili di solito a forma di vaso o bottiglia | Nassa a base di bottiglie di soda o barattoli di vetro           |          | Ad Haikou, in Cina, la gente del posto produce nasse per bottiglie con piccoli barattoli di vetro. Gli artigiani locali producono una variante fatta da una bottiglia di soda da due litri. Questo tipo ha un imbuto capovolto realizzato tagliando la parte superiore della bottiglia di alcuni centimetri lungo il collo e facendo tagli verticali verso il basso. Questo produce linguette che vengono quindi spinte verso l'interno, producendo la forma ad imbuto invertito. Una pietra è attaccata al lato della bottiglia e sono forniti diversi metri di filo. Numerosi fori sono praticati attraverso la bottiglia per consentire all'acqua di entrare e fuoriuscire. Questi sono venduti in riva al mare per 6 yuan, insieme a un piccolo sacchetto di farina come esca. |
| Nasse portatili di solito a forma di vaso o bottiglia | Salambaw                                                         |          | Le salambaw sono reti di sollevamento tradizionali azionate da una zattera ampiamente utilizzate nelle Filippine. È costituito da una zattera con struttura a torre con meccanismo a gru fissata a due longheroni incrociati con una grande rete di forma quadrata tesa in mezzo. Vengono abbassati e sollevati ogni pochi minuti per catturare il pesce. Possono usare le luci per attirare i pesci di notte. Ci sono numerose varianti di salambaw nelle Filippine: una piccola variante portata a mano usata per catturare i granchi è conosciuta come bintol; le varianti di acque profonde usate per catturare il nautilo camerato sono conosciute come panak; le varianti stazionarie a terra sono conosciute come tangkal; varianti azionate da grandi barche a bilanciere sono conosciuti come basnig. |
| Nasse portatili di solito a forma di vaso o bottiglia | Nassa per spinarello                                             |          | La nassa per spinarello è una variante della nassa a base di bottiglie di soda. |
| Strutture fisse e semifisse                           | Almadraba                                                        |          | Almadraba è un antico modo andaluso di catturare il tonno. È un modo elaborato per sistemare le reti in un labirinto che conduce a una pozza centrale. In Sicilia i luoghi dove vengono messe le reti si chiamano Tonnara, e il metodo generale di cattura dei pesci si chiama Mattanza. Questo avviene durante la primavera e l'inizio dell'estate quando il tonno tende ad andare nel Mediterraneo. |
| Strutture fisse e semifisse                           | Rete di barriera (barrier net)                                   |          | Le reti di barriera, localmente conosciute come sagpang o sirada, sono un tipo di nassa tradizionale originaria delle Filippine. Sono adatte per catturare pesci durante i cicli di marea in ambienti con forti oscillazioni del livello dell'acqua. Consistono semplicemente in una serie di pali costruiti nel substrato che circonda un'area di mangrovie. Le reti sono legate ai pali da due sistemi di funi. La parte inferiore è fissata e tenuta accuratamente a contatto con il supporto. La parte superiore della rete si abbassa quando la marea sta arrivando, permettendo il passaggio di pesci e crostacei. Quando la marea comincia a diminuire, le reti vengono sollevate e legate alla parte superiore dei pali, intrappolando pesci e crostacei. Questi vengono raccolti con la bassa marea. |
| Strutture fisse e semifisse                           | Doppio cuore di pietre impilate (Double-heart of stacked stones) |          | Il doppio cuore di pietre impilate è uno sbarramento di pietra situato sul lato nord di Cimei, un'isola dell'arcipelago Penghu a ovest di Taiwan. È un'antica nassa per pesci ben conservata, realizzata impilando pietre per formare una nassa che ricorda un cuore volante. |
| Strutture fisse e semifisse                           | Recinto per pesci (fish corral)                                  |          | Un recinto per pesci (noto nativamente come baklad o bungsod) è una tradizionale Nassa fissa posta negli appartamenti della barriera corallina. Provengono dalle Filippine dove rimangono ampiamente utilizzati. Sono nasse passive che dipendono dalle mareeportare il pesce. I recinti per pesci hanno una caratteristica forma a freccia. Il lato verso il mare è costituito da una lunga barriera (il "leader") che guida i pesci direttamente in una stretta fessura d'ingresso. L'ingresso si apre in un recinto semicircolare oa forma di cuore chiamato "parco giochi". Sui bordi sporgenti del parco giochi ci sono recinti più piccoli a forma di cuore chiamati "bunt", dove i pesci vengono spinti dentro una volta che le maree si ritirano e vengono catturati. I recinti per pesci sono tradizionalmente realizzati con pali e doghe di bambù con reti a maglie fini che collegano i pali. Hanno dimensioni variabili da 30 a 100 m (da 98 a 328 piedi) di larghezza. Varianti di recinti per pesci chiamati tabahanno aperture che si affacciano sulla costa. Catturano i pesci mentre le maree si ritirano. Possono avere barriere principali a forma di V e differiscono per il posizionamento e l'orientamento delle recinzioni e del bunt. Una versione molto semplificata dei recinti per pesci è il tagbacoe, che non ha parchi giochi. Invece è costituito da "ali" a forma di V che conducono direttamente nel bunt. I tagbacoe sono generalmente illuminati di notte per attirare pesci e crostacei e non dipendono dalle maree. |
| Strutture fisse e semifisse                           | Nido di pesce (Fish nest)                                        |          | I nidi di pesce (a volte chiamati "buchi miracolosi"; nativamente conosciuti con vari nomi come amatong, balirong, gango, tambon, ecc.) è una nassa tradizionale originaria delle Filippine. Si tratta di un dispositivo di aggregazione dei pesci, essenzialmente una barriera corallina artificiale, costituita da una pila conica di legno di mangrovie, bambù impregnato d'acqua, rocce e/o altri materiali che affondano (come vecchi pneumatici di auto e tubi in PVC). Hanno dimensioni variabili da 2 a 3 metri (6,6–9,8 ft) di diametro e da Template:ConVerti di altezza. A volte possono anche essere collocati all'interno di buche scavate a circa 1 metro (3,3 ft) di profondità e larghe e lunghe da 1 a 3 metri (3,3–9,8 ft). Sono costruiti in acque di marea poco profonde e lasciati soli per 2 o 3 mesi affinché l'epibiota cresca sui materiali e attiri i pesci. Successivamente, viene raccolto una volta ogni 2 o 3 settimane. La raccolta avviene circondando il nido del pesce con una rete. Il pescatore quindi guada all'interno e lancia uno per uno i materiali del nido di pesce fuori dalla rete, lasciando scoperti i pesci e altri crostacei all'interno. Questi vengono quindi inseguiti in una tasca affusolata al centro della rete e catturati. |
| Strutture fisse e semifisse                           | Diga da pesca (Fish weir)                                        |          | Una diga da pesca è un'ostruzione posta nelle acque di marea o interamente o parzialmente attraverso un fiume, progettata per ostacolare il passaggio dei pesci. Tradizionalmente erano costruiti in legno o pietre. Pesci come il salmone possono rimanere intrappolati quando tentano di nuotare a monte, altri pesci come le anguille possono rimanere intrappolati quando tentano di migrare a valle. Le dighe da pesca risalgono all'età del bronzo in Svezia e all'epoca romana nel Regno Unito. Sono stati usati dai nativi nordamericani e dai primi coloni per catturare pesci per il commercio e per nutrire le loro comunità. |
| Strutture fisse e semifisse                           | Ruota da pesca (Fish wheel)                                      |          | Una ruota da pesca è un dispositivo per la cattura del pesce che funziona come una ruota di un mulino ad acqua. Una ruota completa di cestini e pagaie è attaccata a un pontile galleggiante. La ruota gira a causa della corrente del ruscello in cui è inserita. I cestini sulla ruota catturano i pesci che viaggiano a monte. I pesci catturati nelle ceste cadono in una vasca di raccolta. Quando il serbatoio è pieno, i pesci vengono rimossi. |
| Strutture fisse e semifisse                           | Putcher                                                          |          | Le nasse Putcher sono antiche nasse utilizzate per la cattura del salmone. Sono peculiari del fiume Severn in Gran Bretagna. Un putcher è un cestino a forma conica lungo circa un metro e mezzo. Un certo numero di putcher sono legati insieme in file alte quattro o cinque piedi per formare un "grado". Il grado è impostato rispetto alla marea in entrata o in uscita. Tradizionalmente i putcher erano fatti di bacchette di nocciolo con treccia di salice. I cestini più moderni possono utilizzare filo di acciaio o alluminio. |
| Strutture fisse e semifisse                           | Trabucco                                                         |          | Un trabucco è una rete di sollevamento a terra, una piattaforma ancorata agli scogli da grossi tronchi di pino d'Aleppo. Due o più lunghi bracci di legno si protendono verso il mare, dove sospendono una rete a maglie strette a qualche metro sopra l'acqua. Si trovano lungo la costa del Gargano, dove sono tutelati come monumenti storici. Un'altra variante si trova lungo le coste abruzzesi e molisane, dove sono installate in acque meno profonde, e utilizzano una piattaforma che corre parallela alla costa invece di sporgere nell'acqua. |
| Strutture fisse e semifisse                           | Nassa Wagenya                                                    |          | Il popolo Wagenya, in Congo, costruisce un enorme sistema di treppiedi di legno dall'altra parte del fiume. Questi treppiedi sono ancorati ai fori scavati naturalmente nella roccia dalla corrente d'acqua. A questi treppiedi sono ancorati grandi cesti, che vengono calati nelle rapide per "setacciare" le acque per i pesci. I cestini sono progettati e dimensionati per catturare solo pesci di grandi dimensioni. I Wagenya sollevano i cestini due volte al giorno per controllare la presenza di pesci, che vengono recuperati dai nuotatori. |